# 特口甲谷乡
特口甲谷乡，是中华人民共和国四川省凉山彝族自治州昭觉县曾经下辖的一个乡。2021年1月12日，撤销特口甲谷乡，原特口甲谷乡洛阿补村、特口拉哈村、乌果各则村、扭普莫村所属行政区域为俄尔镇的行政区域；将原特口甲谷乡特口甲谷村、特口瓦洛村、益补洛乌村所属行政区域划归日哈乡管辖。

## 行政区划
特口甲谷乡撤销前下辖以下地区：
益补洛乌村、洛阿补村、特口拉哈村、扭普莫村、乌果各则村、特口洼洛村和特口甲谷村。